# Rafael Torija de la Fuente

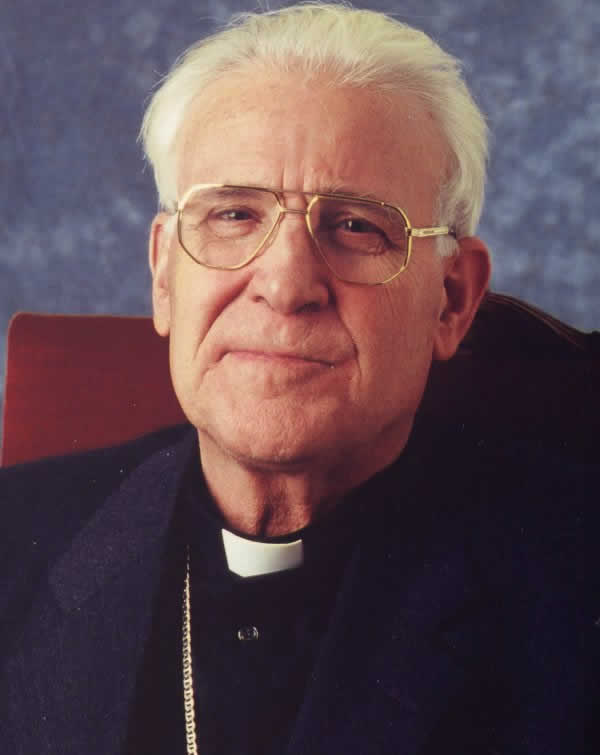
Rafael Torija (2016)

Rafael Torija de la Fuente (* 18. März 1927 in Noez; † 2. März 2019) war ein spanischer Geistlicher und römisch-katholischer Bischof von Ciudad Real.

## Leben
Rafael Torija de la Fuente empfing am 7. Juni 1952 die Priesterweihe.
Papst Paul VI. ernannte ihn am 4. November 1969 zum Weihbischof in Santander und Titularbischof von Ursona. Der Erzbischof von Toledo, Vicente Kardinal Enrique y Tarancón, spendete ihm am 14. Dezember desselben Jahres die Bischofsweihe; Mitkonsekratoren waren Gabino Díaz Merchán, Erzbischof von Oviedo, und José María Cirarda Lachiondo, Bischof von Santander.
Am 8. November 1976 wurde er zum Prälaten von Ciudad Real und Titularbischof von Dora ernannt. Mit der Erhebung der Territorialprälatur zum Bistum am 4. Februar 1980 wurde Rafael Torija de la Fuente zum ersten Bischof von Ciudad Real ernannt. Am 20. März 2003 nahm Papst Johannes Paul II. sein altersbedingtes Rücktrittsgesuch an.